# Noel Purcell (Wasserballspieler)
Noel Mary Joseph Purcell (* 25. Dezember 1899 in Dublin; † 31. Januar 1962 in Dún Laoghaire, Irland) war ein irischer Wasserball- und Rugbyspieler.
Für das britische olympische Wasserballteam, welches 1920 nach Antwerpen reisen sollte, wurden sieben Engländer verpflichtet, die für Großbritannien an den Start gehen sollten. Kurz vor der Abreise fand noch ein Testspiel gegen eine Auswahl aus Spielern der anderen Teile des Vereinigten Königreichs statt, welches die englische Olympiamannschaft mit 0:6 verlor. Daraufhin wurde kurzfristig die Aufstellung verändert und auch Spieler aus Irland, Schottland und Wales wurden berücksichtigt. Purcell, der aus Irland stammte, rutschte so eher zufällig noch in die Auswahl, die an Olympia teilnahm. Nach Siegen gegen Spanien und Amerika, konnte die Mannschaft durch ein 3:2 gegen Belgien Olympiasieger werden und die Goldmedaille gewinnen. Purcell warf während des Turniers keine Tore.
Bei den Olympischen Spielen vier Jahre später in Paris nahm Purcell mit einer eigenständigen Mannschaft aus Irland teil, die aber bereits in der ersten Runde durch ein 2:4 gegen die Tschechoslowakei ausschied. Nach seiner Wasserballkarriere wurde er Rugbyspieler, als der er nach dem Ersten Weltkrieg zu einigen internationalen Spielen kam.